# Naundorf bei Ruhland
Naundorf (niedersorbisch Łucka)
war eine Gemeinde, die heute als Schwarzheide-Ost ein Stadtteil der südbrandenburgischen Stadt Schwarzheide im Landkreis Oberspreewald-Lausitz ist.

## Geografie

### Lage

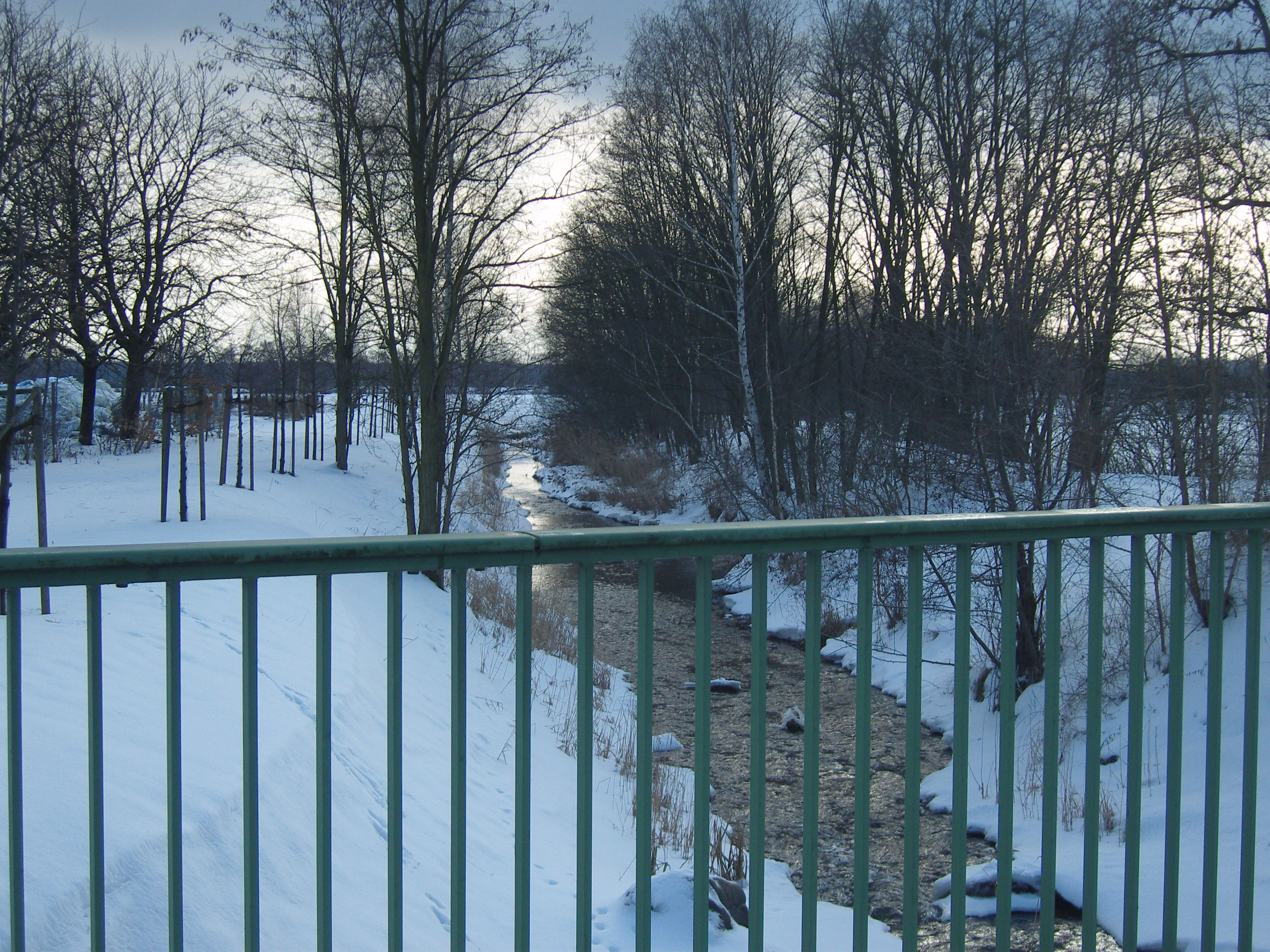
Pößnitz in Schwarzheide

Naundorf liegt in der Niederlausitz. Südlich des Ortes fließt die Schwarze Elster, durch den Ort fließt die Pößnitz, die bei Naundorf in die Schwarze Elster mündet. Unweit des Ortes in nordöstlicher Richtung befand sich der Große Skyroteich.
Im Nordwesten grenzt das Zentrum der Stadt Schwarzheide mit der Siedlung Wandelhof und dem Gewerbegebiet an der Flur, in dessen Westen liegen der Stadtteil Schwarzheide-West, das ehemalige Dorf Zschornegosda, sowie Lauchhammer mit dem Stadtteil Lauchhammer-Ost, ein Ort, welcher früher ebenfalls den Namen Naundorf trug. Nördlich zum Ort befindet sich das BASF-Werk sowie die Gemeinde Schipkau und die Kolonie Victoria befindet sich im Nordosten. Im Osten grenzt die Stadt Senftenberg mit ihrem Ortsteil Brieske. Im Südosten liegen Schwarzbach und Biehlen. Südlich grenzt der Ort an die Stadt Ruhland und im Südwesten an die Stadt Lauchhammer und dessen Stadtteil Lauchhammer-Süd, früheres Dolsthaida.

### Ortsgliederung
Naundorf ist als Schwarzheide-Ost ein Stadtteil der Stadt Schwarzheide. Zum Ort gehört die ehemalige Werkskolonie Victoria.

## Geschichte

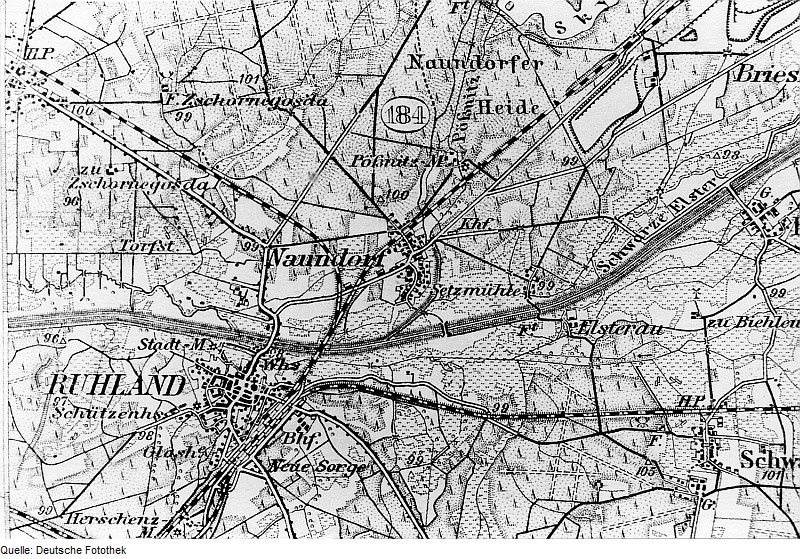
Lage Naundorfs in einer historischen Karte

Naundorf wurde im Zuge des deutschen Ostkolonisation als Straßendorf angelegt. Im Jahr 1421 wurde es erstmals urkundlich in einer Verpfändungsurkunde als Nuwendorff erwähnt. Das Dorf gehörte zum Amt Senftenberg, das Teil des Kurfürstentum Sachsens war. Im Ergebnis des Wiener Kongress kamen die Niederlausitz und damit auch Naundorf 1815 an das Königreich Preußen, es gehörte zum Landkreis Calau der Provinz Brandenburg.
Von 1912 bis 1914 wurde östlich von Naundorf die Brikettfabrik Victoria II gebaut. Gemeinsam mit der Fabrik wurde auch eine Wohnsiedlung errichtet, die heutige Victoriasiedlung. Am 1. Oktober 1936 wird Naundorf mit dem benachbarten Zschornegosda zur Industriegemeinde Schwarzheide vereinigt. Die Baulücke zwischen den beiden Orten wurde durch Werkssiedlungen für das nördlich des Ortes gelegene BRABAG-Werk geschlossen.
Ab 1952 gehörte die Industriegemeinde zum neugegründeten Kreis Senftenberg.

### Einwohnerentwicklung
| 1875 | 343 | 1890 | 387 | 1910 | 463 | 1925 | 1368 | 1933 | 1572 |

## Kultur und Sehenswürdigkeiten

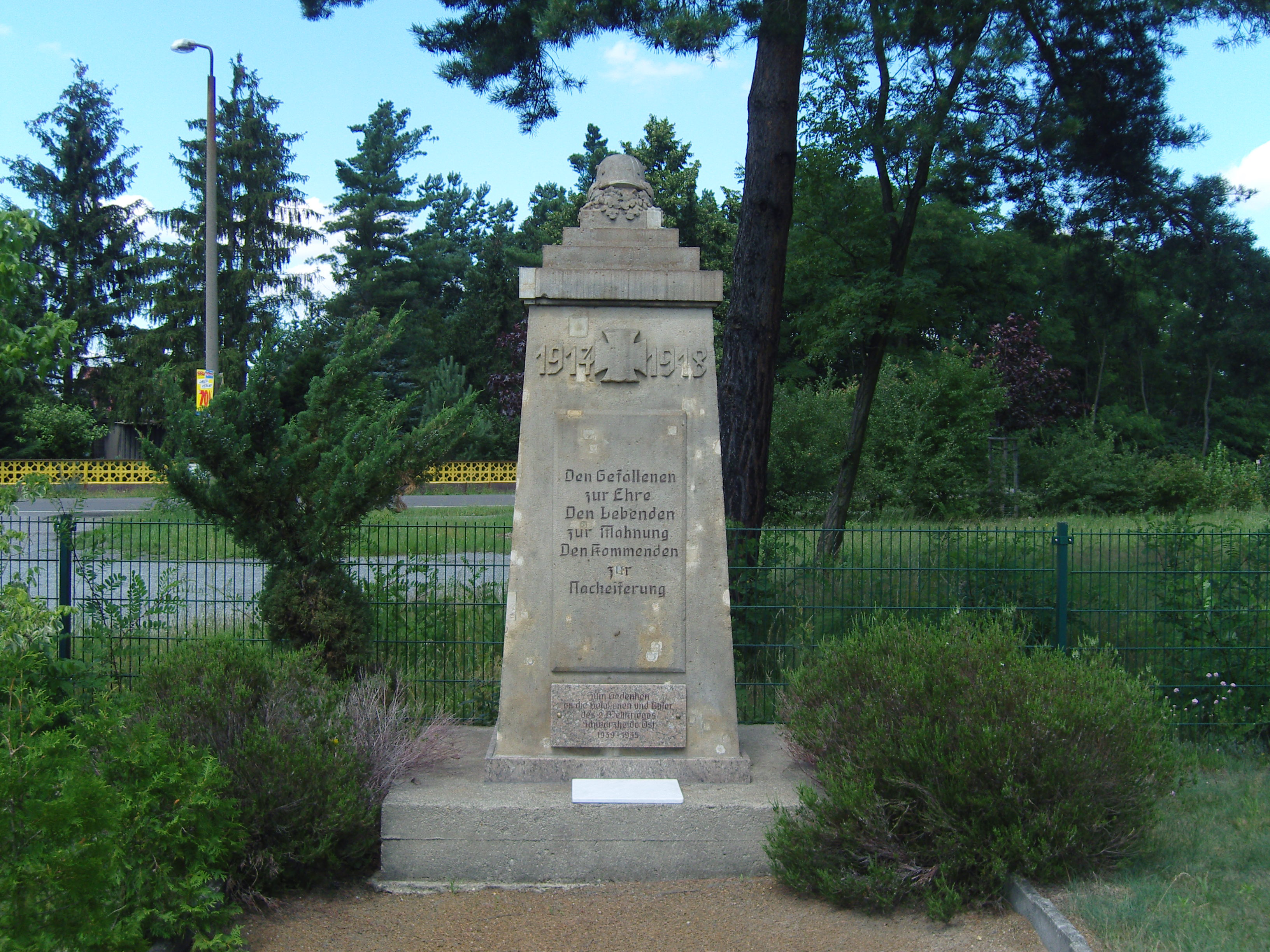
Kriegerdenkmal in Naundorf

Auf dem Friedhof befindet sich ein Denkmal für die Gefallenen des Ersten Weltkriegs.

## Wirtschaft und Infrastruktur
Nördlich Naundorfs liegt das ehemalige Synthesewerk Schwarzheide, das heute zur BASF gehört.
Durch Naundorf verläuft die Bundesstraße 169 von Senftenberg nach Lauchhammer. Westlich des Ortes führt die A 13 entlang. Naundorf liegt an der Bahnstrecke Großenhain–Cottbus und verfügt über einen Haltepunkt, welcher als Hp Schwarzheide Ost bezeichnet wird.
In Naundorf befindet sich ein Standort der Schwarzheider Freiwilligen Feuerwehr.